# Valskog
Valskog is een plaats in de gemeente Kungsör in het landschap Västmanland en de provincie Västmanlands län in Zweden. De plaats heeft 719 inwoners (2005) en een oppervlakte van 89 hectare.

## Verkeer en vervoer
Bij de plaats lopen de E18, E20 en Länsväg 250.
De plaats heeft een goederenstation aan de spoorlijn Stockholm - Örebro en Svealandsbanan.